# Јоаким (патријарх Московски)
Патријарх Јоаким (рођ. Иван Петрович Савелов; 6. јануар 1621, Можајск — 17. март 1690) — претпоследњи патријарх московски у предсинодском периоду (26. јул 1674 — 17. март 1690). Под називом: „милошћу Божијом Патријарх московски и све Русије и северних земаља“

## Порекло
Потицао је из породице племића Мозхаи, Савеловс. Његов брат, потпуковник Павел Савелов († 1709), служио је као губернатор. Други брат околни Тимофеј Савелов († 1699). Браћа су оснивачи села Укхолово у Рјазанској губернији.
Дана 24. октобра 1688. године, сестра Ефимија Папина примила је исцељење од иконе Богородице „Свих жалосних Радост” из парохијске цркве Преображења Господњег на Ординки.

## Биографија
Рођен 6. јануара 1621. године у породици царског мерлина - Можајског властелина Петра Иванова, сина Савелова и Еуфемије Реткине (монашки Еупраксије), примивши у крштењу име Јован. Деда је такође био соколар, Иван Осенни Софроновицх. Јован је имао три брата: Павла, Тимофеја и Ивана Меншоја, као и две сестре, од којих се једна, као и њена мајка, звала Еуфемија.
Нису сачувани документарни докази о његовој каријери до 1644. године, када је добио своја прва имања у Можајском округу и Белоозеру као ситник.
Године 1649. или 1650.ступио је у Реитерску службу у пуку Исака Фанбоуховена (ван Бокховена), који није био толико борбена јединица колико центар за обуку који је обучавао официре из руских војника за војску. У јесен 1653. године, међу онима који су се посебно истакли, рејтар је добио први официрски чин (потпоручник). У новембру је стигао у пешадијски пук пуковника Гуцова (Гуцина). 23. фебруара 1654. Гуцовљев пук је ушао у Кијев и остао тамо до почетка лета следеће године, чинећи основу градског гарнизона. Јовану је 3. марта додељен чин капетана. У другој половини јуна 1655. године Гуцовљеви војници су напустили Кијев, а већ у јулу су учествовали у војсци бојара Василија Бутурлина у борбама против Пољске на територији десне обале Украјине.
Године 1655, пошто је примио вест о изненадној смрти своје жене и четворо деце, одлучио је да напусти свет и замонаши се у кијевском Спасо-Преображенском Межигорском манастиру. Претпоставља се да је до смрти породице дошло током епидемије куге (1654-1655).
Септембра 1657. постао је монах, а убрзо и „градитељ“ Валдајског Иверског манастира.
Патријарх Никон га је 1661. године преместио на место „градитеља“ у свом новојерусалимском манастиру. Ускоро је Јоаким постао подрумар у Новоспаском манастиру.
Године 1664., по постављању чудовског архимандрита Павла на трон митрополита Сарског и Подонског, постављен је за архимандрита Чудовског манастира, услед чега се зближио са двором и самим царем Алексејем Михајловичем. Зближио се и са пуковником Артамоном Матвејевом.
Године 1672. постављен је за новгородског митрополита. Он је у својој епархији увео известан црквени данак, једнообразан за све, укинуо је обичај слања световних чиновника који су чинили злоупотребе из митрополитског поретка да прикупљају овај данак и наредио је свештеничким старешинама да прикупљају овај данак.
26. јула 1674. године уздигнут је на престо московских патријараха. Добио је титулу „по милости Божијој Патријарх царујућег великог града Москве и целе Русије“. Убрзо потом, упутио је директан изазов Алексеју Михајловичу: новембра 1674. ухапсио је и оковао царског исповедника Андреја Савинова; цар је био принуђен, с обзиром на непобитне доказе изнете против архијереја, да замоли Јоакима да не преноси случај исповедника на суд Освећеног сабора.
На почетку владавине Фјодора Алексејевича био је међу де факто владарима државе заједно са Јованом Милославским.
Крајем априла 1682. био је на челу оних који су извршили тајни дворски пуч, услед чега је за цара проглашен млађи брат покојног Фјодора Алексејевича, царевић Петар Алексејевич, царски син из Наталије Наришкине, заобилазећи болесног старијег царевића Ивана Алексејевича, царског сина од Марије Милославске. То је изазвало побуну Стрелецког у Москви (1682), услед чега су рођаци десетогодишњег Петра по мајчиној страни, Наришкинови, тешко страдали, а неки од њих су умрли. Млади краљ је претрпео тешку психичку трауму, која је утицала на цео његов наредни живот.
25. јуна 1682. крунисао је Петра и његовог старијег полубрата Ивана Алексејевича.
Године 1686. затражио је краљевску повељу у којој се наводи да свештенство неће бити под јурисдикцијом цивилних власти.
Године 1687. успоставио је заједнички стандард за црквене трибуте и дужности за све епархије.
Одлучно се супротставио плановима за крунисање принцезе Софије, што је довело до плана у њеној партији за свргавање (па чак и убиство) Јоакима и уздизање Силвестра (Медведева) на патријаршијски престо. Током августа 1689. стао је на страну Петра у свом сукоб са Софијом, остајући са њим у Тројичком манастиру, пошто га је принцеза послала да преговара са својим братом.

## Борба против старовераца
Московски сабор (1681-1682) препознао је потребу заједничке борбе духовне и световне власти за јачање позиција „старовераца“ и затражио од цара да потврди резолуције Великог московског сабора из 1667. о слању старовераца. Сабор је одлучио да се одаберу старе штампане књиге и да се уместо њих издају исправљене, и установио је надзор над продајом свезака, које су, под видом извода из Светог писма, садржале хулу на новоштампане црквене књиге. Сабор је одредио и уништавање староверских манастира, манастира, капела и староверачких насеља око њих.
Патријарх Јоаким се побринуо да укази против старовераца не остану мртво слово на папиру: управо у овим типицима је повећан број архијерејских столица и они епископи који су до тада живели у Москви слати у своје епархије са циљем да исправљају староверце „молитвом и учењем“. У веће староверске центре слао је посебне подстрекаче и објавио низ полемичких антистароверских дела. Уз мања дела против старовераца, као што су: „Обавештење о чуду” (М., 1677), „О додатку три прста” (М., 1677), „Упутство свим православним хришћанима” (М. , 1682), реч захвалности „О избављењу цркве од отпадника“ (М., 1683), „Реч против Никите Пустосветја“ (М., 1684, 1721, 1753). У име Патријарха Јоакима написана је полемичка расправа „Духовни овет“ (Москва, 1682, 1753. и 1791.) – опширно дело написано поводом побуне 1682. године, као одговор на тада поднету представку. Цео есеј написан је за 50 дана - прекратак период за патријарха, оптерећен сложеним административним стварима. Аутор „Увета“ се види као добар полемичар, док Јоаким није; Током расправе између расколника и православаца у Фасетираној комори 5. јула 1682. године, главни лик православних није био он, већ Атанасије (Љубимов), епископ холмогорски и вазески. „Увет” се састоји од историјских и полемичких делова. Први оцртава ствар исправљања црквених богослужбених књига под Никоном и доказује њену законитост. Други део детаљно одговара на тачке петиције које су поднели староверци, потврђујући своја мишљења изводима из древних књига.
Царица Софија је, на захтев сабора 1681-1682, пре свега патријарха Јоакима, објавила 1685. „12 чланака” - државних закона који су предвиђали грађанске казне за расколнике.